# David Kramer (Schauspieler)
David Kramer (* 15. Juli 1978 in Halle (Westf.)) ist ein deutscher Schauspieler.

## Leben
Erste Erfahrungen mit der Schauspielerei machte David Kramer im Schultheater. Nach dem Abitur in Bielefeld begann der passionierte Saxophonspieler zunächst in Köln eine Ausbildung zum Musikalienhändler und wollte Musik studieren, bevor er sich für die Schauspielerei entschied. Von 2001 bis 2005 absolvierte er seine Schauspielausbildung an der Hochschule für Musik und Theater „Felix Mendelssohn Bartholdy“ Leipzig. Während des Hauptstudiums am Studio Weimar der Hochschule hatte er erste Auftritte am Deutschen Nationaltheater Weimar. Nach dem Diplom erhielt er ein zweijähriges Engagement am Mecklenburgischen Staatstheater Schwerin. Einem breiteren Publikum wurde er mit der durchgehenden Hauptrolle des Simon Becker in der dritten Staffel der ZDF-Telenovela Wege zum Glück bekannt, in der er von Oktober 2007 bis Oktober 2008 zu sehen war. Danach spielte er am Hans Otto Theater in Potsdam und am neuen theater in Halle (Saale).
Gemeinsam mit seinem Kollegen Holger Bülow drehte und produzierte David Kramer im Jahr 2009 Kreuzköllnkops, eine groteske Internet-Kurzfilmserie.

## Filmografie
- 2005: Hinter Gittern – Der Frauenknast (Staffel 14, Folgen 15 Zweite Chance, 19 Explosiv und 20 Bombenstimmung)
- 2007–2008: Wege zum Glück (Fernsehserie)
- 2009: Wege zum Glück (als Gast)
- 2010: Kreuzköllnkops (Internetserie)
- 2024: Finsteres Herz – Die Toten von Marnow 2 (Fernsehserie)

## Theater
- Deutsches Nationaltheater Weimar (2003–2005)
  - Faust I, Rolle: Dichter Kniender
  - Der Parasit von Friedrich Schiller, Rolle: Robineau
  - Antigone, Rolle: Haiman
  - Zeit zu lieben, Zeit zu sterben von Fritz Kater, Rollen: Dirk, Er

- Staatstheater Schwerin (2005–2007)
  - Abflug von Stella Feehily, Rolle: Mark
  - Aschenputtel, Rolle: Prinz
  - Klassenerhalt – Deutschland ein Fußballmärchen, Rolle: Feldreporter
  - Der gute Mensch von Sezuan, Rolle: Erster Gott
  - Die Olsenbande dreht durch von Peter Dehler, Rolle: Assistent Holm
  - Cheech oder Die Männer von Chrysler sind in der Stadt von François Létourneau, Rolle: Alexis
  - Woyzeck, Rolle: Andres
  - Platz der Freiheit – Zudritt verboten

- Hans Otto Theater Potsdam (2009–2011)
  - Aschenputtel, Rolle: Prinz
  - Momo, Rolle: Der Maurer
  - Angstmän, Rolle: Angstmän

## Auszeichnungen
- 2004: Förderpreis für Schauspielstudierende der Bundesministerin für Bildung und Forschung, erster Ensemblepreis an Studierende der Hochschule für Musik und Theater „Felix Mendelssohn Bartholdy“ Leipzig, Studio Weimar (Christian Apel, Puja Behboud, Lea Draeger, Gina Henkel, Martin Klemm, David Kramer, Martin Neuhaus, Petra Schmidt-Schaller; Inszenierung: Olaf Hilliger) für Zeit zu lieben Zeit zu sterben von Fritz Kater beim Theatertreffen in Hannover der Ständigen Konferenz Schauspielausbildung.[2]